# Stefan Jacek Dembiński
Stefan Jacek Dembiński, poljski general, * 30. september 1887, † 27. marec 1972.